# بين هوارد
بين هوارد (بالإنجليزية: Ben Howard)‏ هو مهندس فضاء جوي وطيار أمريكي، ولد في 4 فبراير 1904، وتوفي في 4 ديسمبر 1970.